# Kazimierz Swoszowski
Kazimierz Stanisław Swoszowski (ur. 12 września 1893 w Osławicy, zm. 4 lutego 1920 w Berezowicy Wielkiej) – porucznik pilot–obserwator Wojska Polskiego, kawaler Orderu Virtuti Militari.

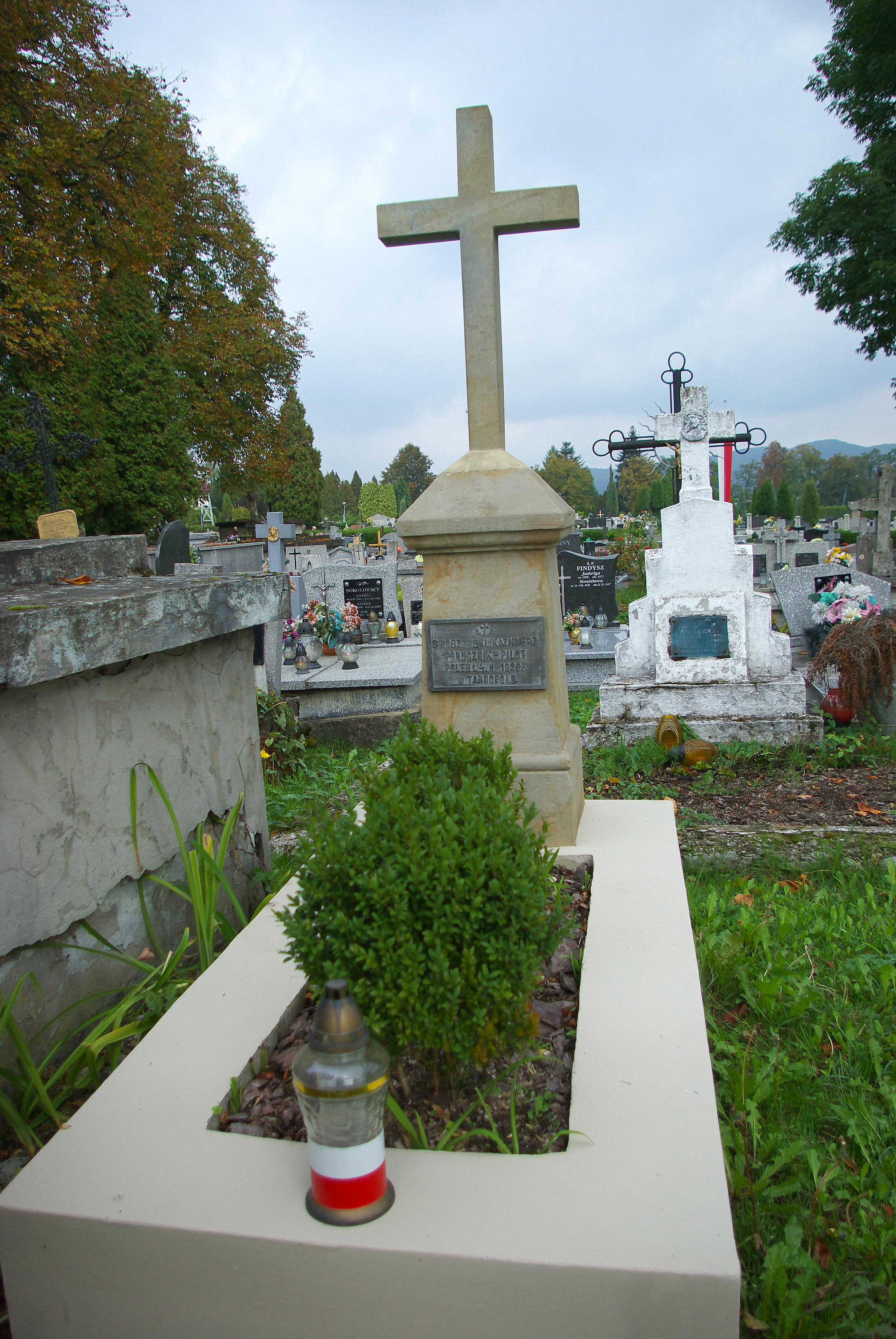
Nagrobek Kazimierza Swoszowskiego w Sanoku

## Życiorys
Kazimierz Stanisław Swoszowski urodził się 12 września 1893 w Osławicy. Był synem Franciszka (stały nauczyciel 5-klasowej szkoły męskiej w Tłumaczu, zajmujący tymczasową posadę p.o. w 4-klasowej szkole pospolitej męskiej połączonej z wydziałową w Sanoku, zmarły tamże 7 listopada 1903 na gruźlicę w wieku 36 lat) i Anastazji Floriany (względnie Florentyny) z domu Biesiakiewicz bądź Tucz. Miał braci Witolda (ur. 1890 lub 1891), Henryka (ur. 1892), Franciszka Mieczysława (ur. 1898, wzgl. 1899, nauczyciel). Wraz z rodziną zamieszkiwał w Sanoku pod numerem 250 oraz pod adresem Posady Sanockiej 36.
W 1911 zdał egzamin dojrzałości w C. K. Gimnazjum Męskim w Sanoku (w jego klasie byli m.in. Stanisław Biega, Stefan Lewicki, Jan Polański, Józef Premik, Paweł Wiktor, Edward Zegarski). Uchwałą Rady Miejskiej w Sanoku z 1911 został uznany przynależnym do gminy Sanok. Rozpoczął studia na Wydziale Prawa Uniwersytetu Lwowskiego. Był członkiem sanockiego gniazda Polskiego Towarzystwa Gimnastycznego „Sokół” od 1913.
W 1914, po wybuchu I wojny światowej, powołany został do Armii Austro-Węgier. W czasie wojny został skierowany do szkoły obserwatorów i pilotów wojennych w Wiener Neustadt, którą ukończył w 1916. Skierowany na front włoski walczył jako obserwator w K.u.k. Luftfahrtruppen.
W grudniu 1918 po powrocie z frontu włoskiego zgłosił się do służby w lotnictwie polskim. Uczestniczył w wojnie polsko-ukraińskiej w szeregach Lwowskiej Grupy Lotniczej w stopniu porucznika jako obserwator. Przydzielony został do grupy obrońców Lwowa kapitana Bastyra – 7 Eskadry Myśliwskiej, gdzie latał w charakterze pilota. Brał udział we wszystkich misjach grupy, odznaczając się wielkim męstwem i brawurą. Według niektórych publikacji, w lutym 1919 podczas lotu zwiadowczego zmusił samolot ukraiński do lądowania. 7 marca samolot Brandenburg C.I, na którym Swoszowski leciał jako obserwator, został zestrzelony przez artylerię ukraińską, lecz zdołał wylądować po polskiej stronie frontu. W kwietniu 1919 załoga Jerzy Borejsza i Swoszowski jako obserwator miała poważny wypadek, lecz nie odnosząc większych obrażeń. Jako pilot uczestniczył w trwającej od 14 maja 1919 polskiej ofensywie. 
Po zakończeniu walk z Ukraińcami w Galicji został przydzielony do 6 Eskadry Wywiadowczej stacjonującej w Tarnopolu, której w lipcu 1919 został mianowany dowódcą. 
Brał udział w wojnie polsko-bolszewickiej 1920. Służąc w stopniu porucznika 4 lutego 1920 poniósł śmierć w Berezowicy Wielkiej, gdy pełniąc misję wywiadowczą nad frontem polsko-bolszewickim został zestrzelony wraz ze swoim towarzyszem porucznikiem obserwatorem Feliksem Błaszkiewiczem. 9 września 1920 roku został pośmiertnie zatwierdzony z dniem 1 kwietnia 1920 roku w stopniu kapitana, w Korpusie Wojsk Lotniczych, w grupie oficerów byłej armii austriacko-węgierskiej.
Po zakończeniu wojny został powtórnie pochowany na cmentarzu przy ul. Rymanowskiej w Sanoku. Opiekę nad nagrobkiem Kazimierza Swoszowskiego podjęli harcerze z Hufca Ziemi Sanockiej im. ks. hm. Zdzisława Peszkowskiego.
Historyk Andrzej Olejko zadedykował kpt. pil. Kazimierzowi Swoszowskiemu swoją publikację pt. Lotnicze tradycje Bieszczadów.

## Ordery i odznaczenia
- Krzyż Srebrny Orderu Virtuti Militari nr 8126 – pośmiertnie 27 lipca 1922
- Polowa Odznaka Obserwatora – pośmiertnie 11 listopada 1928 roku „za loty bojowe nad nieprzyjacielem w czasie wojny 1918-1920”[25]
- Polowa Odznaka Pilota – pośmiertnie 11 listopada 1928 roku „za loty bojowe nad nieprzyjacielem w czasie wojny 1918-1920”[26]